# Episodi de La piccola moschea nella prateria (quarta stagione)
La quarta stagione della serie televisiva La piccola moschea nella prateria è andata in onda in Canada su CBC Television dal 28 settembre 2009 al 15 marzo 2010.
In Italia è stata trasmessa in prima tv su Rai Premium dal 4 gennaio 2013 al 16 gennaio 2013.
| nº | Titolo originale             | Titolo italiano            | Prima TV Canada   | Prima TV Italia |
| -- | ---------------------------- | -------------------------- | ----------------- | --------------- |
| 1  | Love Thy Neighbour           | Ama il prossimo tuo        | 28 settembre 2009 | 4 gennaio 2013  |
| 2  | Big Boys Don't Cry           | Il nuovo fidanzato         | 5 ottobre 2009    | 4 gennaio 2013  |
| 3  | What's Yours Is Mine         | Il sermone della discordia | 12 ottobre 2009   | 7 gennaio 2013  |
| 4  | Break and Enter              | Quei simpatici due         | 19 ottobre 2009   | 7 gennaio 2013  |
| 5  | Death By Chocolate           | Guerra di nervi            | 26 ottobre 2009   | 8 gennaio 2013  |
| 6  | The Bid                      | L'appalto                  | 2 novembre 2009   | 8 gennaio 2013  |
| 7  | Handle With Care             | Maneggiare con cura        | 9 novembre 2009   | 9 gennaio 2013  |
| 8  | Saving Sarah Hamoudi         | Una P.R. in due staffe     | 23 novembre 2009  | 9 gennaio 2013  |
| 9  | Gloves Will Keep Us Together | Ci vediamo sul ring        | 30 novembre 2009  | 10 gennaio 2013 |
| 10 | Bye Bye Yasir                | Visite a domicilio         | 4 gennaio 2010    | 10 gennaio 2013 |
| 11 | The Great Indoors            | Il campeggio               | 11 gennaio 2010   | 11 gennaio 2013 |
| 12 | Pants on Fire                | Oh Mercy cara!             | 18 gennaio 2010   | 11 gennaio 2013 |
| 13 | The Letter                   | Una celebrità a Mercy      | 25 gennaio 2010   | 14 gennaio 2013 |
| 14 | Holly Go Quickly             | La mia cara amica Holly    | 1º febbraio 2010  | 14 gennaio 2013 |
| 15 | Radio Silence                | Silenzio radio             | 8 febbraio 2010   | 15 gennaio 2013 |
| 16 | Keeping the Faith            | La gara di chili           | 1º marzo 2010     | 15 gennaio 2013 |
| 17 | A Farewell to Amaars         | Arrivano i Barbari         | 8 marzo 2010      | 16 gennaio 2013 |
| 18 | A Lease Too Far              | Di nuovo insieme           | 15 marzo 2010     | 16 gennaio 2013 |